# دان باول
دان باول (بالإنجليزية: Dan Paul)‏ هو محامي أمريكي، ولد في 22 يوليو 1924 في جاكسونفيل في الولايات المتحدة، وتوفي في 24 يناير 2010 في ميامي في الولايات المتحدة.